# Pterocomma vignae
Pterocomma vignae är en insektsart som först beskrevs av Matsumura 1917.  Pterocomma vignae ingår i släktet Pterocomma och familjen långrörsbladlöss. Inga underarter finns listade i Catalogue of Life.